# Hungarian Football League 2012
La Hungarian Football League 2012 è la 7ª edizione del campionato di football americano di primo livello, organizzato dalla MAFSZ.

## Squadre partecipanti
| Club                | Città    | Stadio | Sponsor ufficiale | Risultato nella stagione 2011 |
| ------------------- | -------- | ------ | ----------------- | ----------------------------- |
| Budapest Hurricanes | Budapest |        |                   |                               |
| Budapest Wolves     | Budapest |        |                   |                               |
| Győr Sharks         | Győr     |        |                   |                               |
| Újbuda Rebels       | Budapest |        |                   |                               |

## Stagione regolare

### Calendario

#### 1ª giornata
| 1º settembre 2012 | Újbuda Rebels | 45 – 14 (14-7 14-7 3-0 14-0) referto | Győr Sharks |  |

#### 2ª giornata
| Győr 8 settembre 2012 | Győr Sharks | 7 – 41 (7-0 0-13 0-21 0-7) referto | Budapest Hurricanes | Elektromos Sporttelep |

#### 3ª giornata
| 16 settembre 2012 | Budapest Wolves | 38 – 0 (7-0 3-0 14-0 14-0) referto | Újbuda Rebels |  |

#### 4ª giornata
| 22 settembre 2012 | Budapest Wolves | 30 – 13 (10-0 7-7 6-0 7-6) referto | Győr Sharks |  |

#### 5ª giornata
| Budapest 29 settembre 2012 | Budapest Hurricanes | 33 – 27 (14-3 0-17 7-0 12-7) referto | Budapest Wolves | Építők Sporthostel |

#### 6ª giornata
| Budapest 6 ottobre 2012 | Újbuda Rebels | 14 – 30 (0-3 14-7 0-13 0-7) referto | Budapest Hurricanes | Építők Sporthostel |

### Classifica
Le classifiche della regular season sono le seguenti:
- PCT = percentuale di vittorie, G = partite giocate, V = partite vinte,  P = partite perse, PF = punti fatti, PS = punti subiti

| Pos. | Squadra             | PCT   | G | V | N | P | PF  | PS  |
| ---- | ------------------- | ----- | - | - | - | - | --- | --- |
| 1    | Budapest Hurricanes | 1.000 | 3 | 3 | 0 | 0 | 104 | 48  |
| 2    | Budapest Wolves     | .667  | 3 | 2 | 0 | 1 | 95  | 46  |
| 3    | Újbuda Rebels       | .333  | 3 | 1 | 0 | 2 | 59  | 82  |
| 4    | Győr Sharks         | .000  | 3 | 0 | 0 | 3 | 34  | 116 |

## VII Hungarian Bowl
| Budapest 22 ottobre 2012 | Budapest Hurricanes | 21 – 65 (8-14 7-17 6-20 0-14) referto | Budapest Wolves | Sport utcai Stadion (4000 spett.) |
| Danku Q1 ( TD ) 15yd pass from Bencsics ? Q2 ( tpc ) Kriston Q2 ( TD ) 28yd pass from Bencsics ? Q2 ( pat ) Elek Q3 ( TD ) 73yd pass from Bencsics Marcatori Cseperkáló Q1 ( TD ) 1yd run ? Q1 ( pat ) Lenner Q1 ( TD ) 55yd run ? Q1 ( pat ) Cseperkáló Q2 ( TD ) 35yd run ? Q2 ( pat ) Storcz Q2 ( TD ) 10yd pass from Récsei ? Q2 ( pat ) Storcz Q2 ( FG ) 34yd Piros Q3 ( TD ) 58yd pass from Storcz ? Q3 ( pat ) Piros Q3 ( TD ) 17yd pass from Récsei Piros Q3 ( TD ) 17yd pass from Récsei ? Q3 ( pat ) Récsei Q4 ( TD ) 1yd run ? Q4 ( pat ) Király Q4 ( TD ) 17yd pass from Madarász ? Q4 ( pat ) |                     | |                 |                                   |
| |                     | |                 |                                   |
| Danku Q1 (TD) 15yd pass from Bencsics ? Q2 (tpc) Kriston Q2 (TD) 28yd pass from Bencsics ? Q2 (pat) Elek Q3 (TD) 73yd pass from Bencsics | Marcatori           | Cseperkáló Q1 (TD) 1yd run ? Q1 (pat) Lenner Q1 (TD) 55yd run ? Q1 (pat) Cseperkáló Q2 (TD) 35yd run ? Q2 (pat) Storcz Q2 (TD) 10yd pass from Récsei ? Q2 (pat) Storcz Q2 (FG) 34yd Piros Q3 (TD) 58yd pass from Storcz ? Q3 (pat) Piros Q3 (TD) 17yd pass from Récsei Piros Q3 (TD) 17yd pass from Récsei ? Q3 (pat) Récsei Q4 (TD) 1yd run ? Q4 (pat) Király Q4 (TD) 17yd pass from Madarász ? Q4 (pat) |                 |                                   |

## Verdetti
- Budapest Wolves Campioni dell'Ungheria 2012